# Federación de Básquetbol de Chile
Der Chilenische Basketballverband ist der offizielle Basketballverband in Chile. Er hat seinen Sitz in Santiago de Chile.

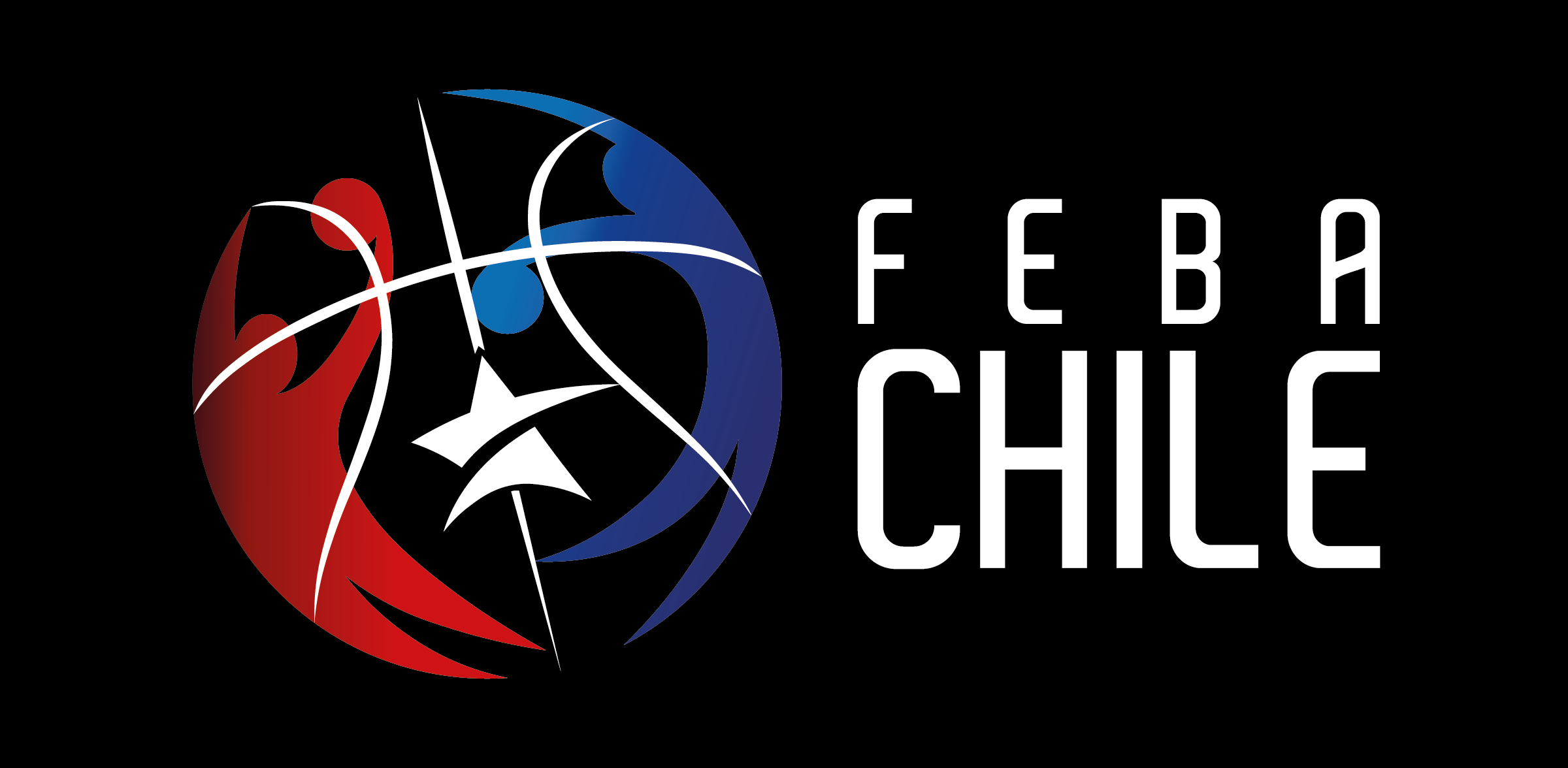
Logo des Verbandes

## Geschichte und Aufgaben
Der Verband wurde 1924 gegründet und ist seit 1935 Mitglied der Fédération Internationale de Basketball (FIBA) und damit auch Mitglied der FIBA-Amerika. Präsident des Verbandes ist zur Zeit Irán Arcos. Sein Generalsekretär ist Juan Carlos Acuña. Der Verband ist für die Organisation, Leitung und Entwicklung des Basketballsports in Chile verantwortlich. Der Verband vertritt den Basketballsport gegenüber Behörden sowie nationalen und internationalen Sportorganisationen. Zusätzlich verteidigt der Verband auch die moralischen und materiellen Interessen des chilenischen Basketballs. Der Verband organisiert die nationale Meisterschaft und ist für die Chilenische Basketballnationalmannschaft der Herren und die Chilenische Basketballnationalmannschaft der Damen verantwortlich.

## Fakten zum Verband
| Kriterium               | Fakten              |
| ----------------------- | ------------------- |
| Gründungsjahr           | 1924                |
| Jahr des FIBA-Beitritts | 1935                |
| Kontinental Verband     | FIBA-Amerika (1975) |
| Sitz des Verbandes      | Santiago de Chile   |
| Präsident               | Irán Arcos          |
| Generalsekretär         | Juan J. Acuña       |
| Höchste Liga            |                     |
| Sonstiges               |                     |

## Liste der Präsidenten
| von | bis   | Name       | Beleg |
| --- | ----- | ---------- | ----- |
|     | heute | Irán Arcos | [ 1 ] |

## Liste der Generalsekretäre
| von | bis   | Name              | Beleg |
| --- | ----- | ----------------- | ----- |
|     | heute | Juan Carlos Acuña | [ 1 ] |